# ドゥラメンテ
ドゥラメンテ（欧字名:Duramente、2012年3月22日 - 2021年8月31日） は、日本の競走馬・種牡馬。馬名の意味は、イタリア語の "duramente" （荒々しく、はっきりと）という音楽用語より。

## 概要
2015年に皐月賞、東京優駿（日本ダービー）のクラシック二冠を制し、JRA賞最優秀3歳牡馬に選出された。翌2016年にはアラブ首長国連邦のドバイシーマクラシック（G1）で2着、続いて宝塚記念でも2着となったが、この競走中に競走能力を喪失する怪我を負い、引退して種牡馬となった。種牡馬入り後はタイトルホルダー、スターズオンアース、リバティアイランドなど9頭のGI級競走優勝馬を輩出しているが、タイトルホルダーによる産駒初のGI優勝を見ることなく、2021年8月31日に急性大腸炎のため僅か9歳の若さで死亡した。没後の2023年にはJRAリーディングサイアーを獲得。父内国産馬によるリーディングサイアーは日本競馬史上初。

## 経歴

### デビュー前
母はエリザベス女王杯を連覇したアドマイヤグルーヴで、出産後の10月に死亡したため、最後の産駒であった。祖母エアグルーヴは優駿牝馬・天皇賞（秋）（共にGI）を勝った名馬（1997年JRA賞年度代表馬）で、さらにその母のダイナカールも優駿牝馬を勝っており、母子4代でのGI制覇となった。ただし、ダイナカールの優駿牝馬はグレード制導入前のため、正確にはGIではない。
ノーザンファーム場長の中島文彦によると、ドゥラメンテは当歳時は骨の成長が早かった反面やや馬体が薄く、クラブで募集された時には少し繋ぎが硬いところがありすべてのバランスが良かったわけではなかったので、「ある程度じっくりやってくれる厩舎がいい」ということで、美浦トレーニングセンターの堀宣行厩舎への預託を決めたという。

### 2歳（2014年）
デビュー戦は10月12日の東京競馬場芝1800m戦で1番人気に推されるも出遅れてしまい、2着だった。2戦目は東京の未勝利戦に出走。2着に6馬身差をつけて初勝利を挙げたが、ゲート内で立ち上がったために発走調教再審査が課された。

### 3歳（2015年）
前年末に帰厩後、首に輪を通してゲートに固定し、ゲート内で駐立させる訓練をした。2月1日のセントポーリア賞では直線で抜け出すと、2着に5馬身差をつけ圧勝。中1週で共同通信杯を目指すこととなった。共同通信杯でも圧倒的な1番人気に推されるものの、道中では折り合いを欠き、スムーズに運んだリアルスティールに敗れた。次走は馬の状態を優先させ、トライアルを経ずに皐月賞直行をめざし、除外された場合は、青葉賞を経て東京優駿出走を予定していた。賞金的に出場は難しかったものの、出走馬が36年ぶりにフルゲートに満たなかったため、無事出場することとなった。
新たな鞍上として同年にJRAの通年騎乗免許を取得したミルコ・デムーロ騎手を迎えて臨んだ4月19日の第75回皐月賞では、3連勝で弥生賞を制したクリストフ・ルメール騎乗のサトノクラウン、福永祐一騎乗のリアルスティールに続く3番人気に支持された。逃げるクラリティスカイが緩みないペースを作り、これを2番手のスプリングステークス勝ち馬キタサンブラックらが追走する中、ドゥラメンテの序盤は後方からのレースとなり、第4コーナーで内側から大外まで大きく斜行（3頭の進路を妨害したため、鞍上のデムーロはレース後開催4日間の騎乗停止処分を受けた。）するが、体勢を立て直すと直線では強烈な末脚を披露し、早め先頭に立ったリアルスティールを交わし勝利した。
5月31日の第82回東京優駿では単勝1.9倍で1番人気となった。レースでは折り合いが心配されていたが、道中は中団に位置し、直線に入ると坂の途中で先頭に立ち、押し寄せる後続馬をものともせずに押し切り勝利した。これにより、2011年に達成したオルフェーヴル以来、4年ぶり史上23頭目となる春の2冠達成となった。また勝ち時計2分23秒2は父キングカメハメハとディープインパクトが記録した2分23秒3を0.1秒更新するレースレコードとなった。
また、関東所属のダービー馬は2009年に制したロジユニヴァース以来6年ぶり、関東所属のクラシック二冠馬は1997年のサニーブライアン以来、実に18年ぶりとなった。鞍上のデムーロにとっては2003年のネオユニヴァース以来となる二冠達成となった。
東京優駿後、秋に目標とするレースについて、三冠達成がかかる菊花賞、あるいは10月4日にフランスのロンシャン競馬場で開催される凱旋門賞の2つが浮上した。しかし、ノーザンファーム早来へ放牧されていた際に両橈骨遠位端骨折が発見された。堀調教師のコメントによればドゥラメンテの両脚の関節内へ米粒程度の軟骨片が遊離している状態であり症状としては軽度とされるも、今後について関係者間で協議して手術を行い骨片を摘出することに踏み切ったという。手術によりドゥラメンテの競走能力へ影響が及ぶ懸念は無いと堀調教師はコメントしているが、もとより手術やリハビリ期間だけでも6か月を要し、さらに復帰時期が厳寒期にさしかかるため、より慎重なリハビリメニューをドゥラメンテに施し再起を図った。
東京優駿以降、秋シーズンは全休を余儀なくされたものの皐月賞、東京優駿のクラシック春2冠制覇が大きく評価され、2016年1月6日に行われた2015年度JRA賞受賞馬選考委員会において、投票数291票中285票という圧倒的な得票数で最優秀3歳牡馬に選出された。

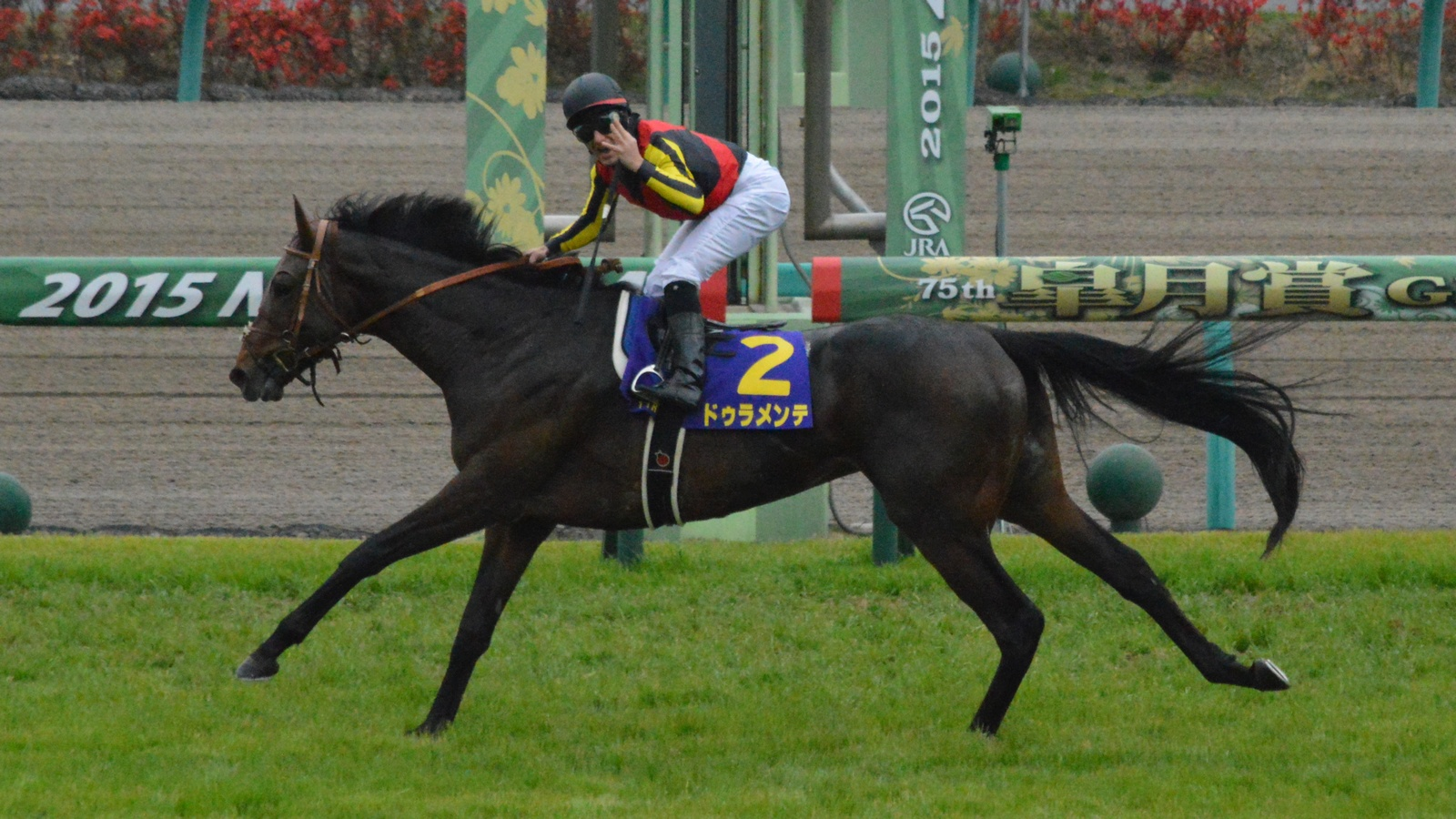
皐月賞
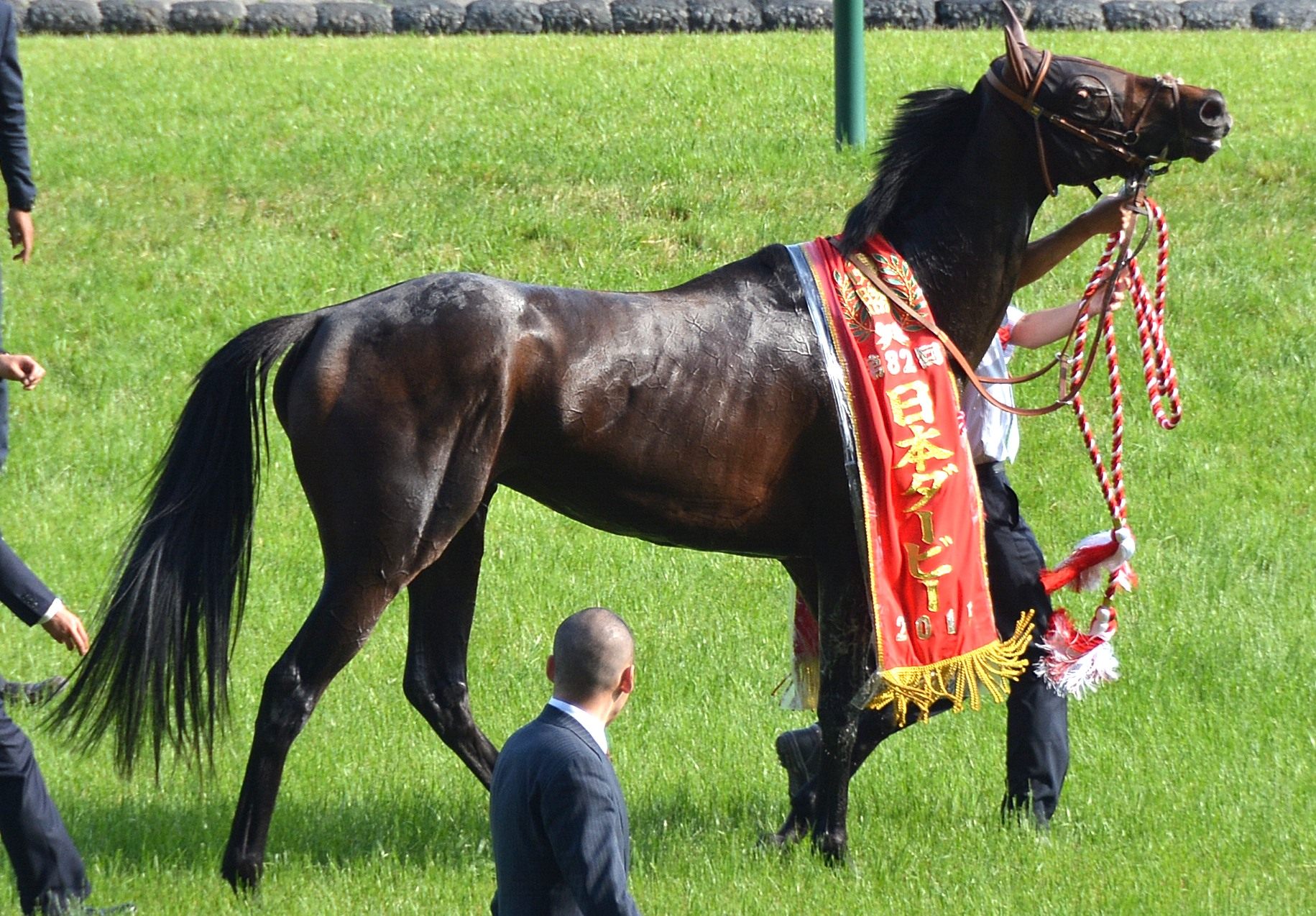
東京優駿表彰式

### 4歳（2016年）
2月28日に行われた中山記念で9か月ぶりに復帰。M.デムーロ騎乗で単勝2.1倍1番人気に推され勝利。今後のレースは3月28日にメイダン競馬場で行われるドバイ国際競走出走を予定し、その後の経過によっては凱旋門賞も視野に入れているとコメント。3月3日、ドバイシーマクラシック（芝2410m）へ出走することが正式に発表された。
ドバイシーマクラシックでは、馬場入場後右前脚の蹄鉄を落鉄するアクシデントが発生。蹄鉄の打ち直しもうまくいかずそのまま発走し、イギリスのポストポンドの2着に敗れた。
6月26日、3か月ぶりの実戦として宝塚記念に出走し、天皇賞（春）を勝利したキタサンブラックを抑え、単勝1.9倍の1番人気に支持された。しかし、直線で外から伸びを図るも、先に抜けたマリアライトにクビ差及ばず2着に敗れた。その直後に歩様が乱れレース後に下馬し、左前肢ハ行（はこう）とする診断がなされた。吉田俊介は「凱旋門賞への出走はやめます。今後のローテーションについても白紙です」と語り、今後の病状によっては、2016年度も凱旋門賞への出走を事実上見合わせる方向で調整する予定だったが、6月29日、複数の靭帯、腱の損傷によって獣医師から競走能力喪失の診断が下され、引退することとなった。

## 競走成績
以下の内容はnetkeiba.com、ドバイシーマクラシックのみJBISおよびRacing Postの情報に基づく。
| 競走日     | 競馬場   | 競走名           | 格      | 距離（馬場）  | 頭 数 | 枠 番 | 馬 番 | オッズ （人気） | 着順 | タイム （上り3F） | 着差      | 騎手        | 斤量 [kg] | 1着馬（2着馬）         | 馬体重 [kg] |
| ---------- | -------- | ---------------- | ------- | ------------- | ----- | ----- | ----- | --------------- | ---- | ----------------- | --------- | ----------- | --------- | ---------------------- | ----------- |
| 2014.10.12 | 東京     | 2歳新馬          |         | 芝1800m（良） | 11    | 8     | 11    | 001.40（1人）   | 02着 | R1:48.9（33.7）   | -0.1      | 0F.ベリー   | 55        | ラブユアマン           | 480         |
| 0000.11.08 | 東京     | 2歳未勝利        |         | 芝1800m（良） | 14    | 1     | 1     | 001.20（1人）   | 01着 | R1:47.5（33.7）   | -1.0      | 0R.ムーア   | 55        | （ショウナンハルカス） | 474         |
| 2015.02.01 | 東京     | セントポーリア賞 | 500万下 | 芝1800m（良） | 14    | 3     | 4     | 001.70（1人）   | 01着 | R1:46.9（34.1）   | -0.9      | 0石橋脩     | 56        | （ウェルブレッド）     | 488         |
| 0000.02.15 | 東京     | 共同通信杯       | GIII    | 芝1800m（良） | 12    | 6     | 8     | 001.80（1人）   | 02着 | R1:47.2（33.7）   | -0.1      | 0石橋脩     | 56        | リアルスティール       | 488         |
| 0000.04.19 | 中山     | 皐月賞           | GI      | 芝2000m（良） | 15    | 2     | 2     | 004.60（3人）   | 01着 | R1:58.2（33.9）   | -0.2      | 0M.デムーロ | 57        | （リアルスティール）   | 486         |
| 0000.05.31 | 東京     | 東京優駿         | GI      | 芝2400m（良） | 18    | 7     | 14    | 001.90（1人）   | 01着 | R2:23.2（33.9）   | -0.3      | 0M.デムーロ | 57        | （サトノラーゼン）     | 484         |
| 2016.02.28 | 中山     | 中山記念         | GII     | 芝1800m（良） | 11    | 7     | 9     | 002.10（1人）   | 01着 | R1.45.9（34.1）   | -0.0      | 0M.デムーロ | 57        | （アンビシャス）       | 502         |
| 0000.03.26 | メイダン | ドバイSC         | G1      | 芝2410m（稍） | 9     | 4     | 4     | 005.00（3人）   | 02着 |                   | （2馬身） | 0M.デムーロ | 56.5      | Postponed              | 計不        |
| 0000.06.26 | 阪神     | 宝塚記念         | GI      | 芝2200m（稍） | 17    | 5     | 9     | 001.90（1人）   | 02着 | R2:12.8（36.1）   | -0.0      | 0M.デムーロ | 58        | マリアライト           | 498         |

- タイム欄のRはレコード勝ちを示す。
- 海外の枠番はゲート番

## 種牡馬時代
引退後は種牡馬となり、社台スタリオンステーションで繋養されることが決まった。2017年から供用が開始され、同年は種牡馬生活1年目にして国内年間種付頭数の過去最高となる284頭との繁殖牝馬と交配された。翌2018年1月15日にノーザンファームにて初産駒となる鹿毛の牝馬が誕生。母が現役時代にGI3勝を挙げたスイープトウショウだったため、両親のGI勝利数を合計して「五冠ベイビー」と称された。同馬は後にクリーンスイープと命名され、シルクレーシングの所有馬、美浦の国枝栄厩舎の所属馬となっている。2018年もロードカナロアの294頭に次ぐ290頭の繁殖牝馬と交配された。
2020年に初年度産駒がデビュー。6月から始まる中央での新馬戦に先駆け、浦和でデビューしたトーセンウォーリアが4月24日に新馬勝ちを収め、これが産駒の初出走初勝利となった。
2020年6月7日、阪神競馬場の2歳新馬戦でアスコルターレがデビュー勝ちを収め、これが産駒のJRA初勝利となった。
2021年3月7日、中山競馬場のGII弥生賞ディープインパクト記念をタイトルホルダーが勝利して産駒の重賞初勝利となった。
種付け料は2020年度で700万円、2021年度は増額され、エピファネイア、キズナと同額の1000万円となる。
2021年8月31日19時、急性大腸炎のため、繋養先の社台スタリオンステーションで死亡した。関係者によれば、死亡する1週間前から右前肢の蹄冠部外傷の治療を行っており良化途上にあったが、同月30日から症状の兆候が見え始め、悪化の一途を辿っていったという。
2021年10月24日、タイトルホルダーが菊花賞を制し、産駒のGI初勝利及びクラシック初制覇を果たした。
2022年4月10日、スターズオンアースが桜花賞を制し、産駒の牝馬限定GI初勝利及び牝馬クラシック初制覇を果たした。
2022年5月1日、タイトルホルダーが天皇賞（春）を制し、産駒の古馬GI初勝利を果たした。
2022年5月22日、スターズオンアースが優駿牝馬を制し、産駒が牝馬2冠を達成した。
2022年11月3日、ヴァレーデラルナがJBCレディスクラシックを制し、産駒のダートGI級競走初勝利を果たした。
2022年12月11日、リバティアイランドが阪神ジュベナイルフィリーズを制し、産駒の2歳GI初勝利を果たした。さらに同馬は翌年4月9日に桜花賞、5月21日に優駿牝馬、10月15日に秋華賞を制し、史上7頭目の牝馬三冠を成し遂げた。
2023年は牝馬三冠のリバティアイランドやNHKマイルカップを制したシャンパンカラー、菊花賞を勝ったドゥレッツァ、勝利こそないものの古馬戦線で好走を続けたスターズオンアースなどの活躍により、獲得賞金は前年比約12億円増の41億6555万9000円を記録。長らくディープインパクトが守ってきたJRAリーディングサイアーのタイトルを獲得した。ディープインパクト以外の種牡馬がJRAリーディングサイアーを獲得したのは、自身の父であるキングカメハメハが2011年に獲得して以来、12年ぶり。
2024年4月14日に皐月賞の行われていた中山競馬場でJRA70周年記念プレミアムレースである前座のレースとして（準メインレース）、ドゥラメンテカップが施行された。
2024年9月29日、ルガルがスプリンターズステークスを制し、産駒のスプリントG1初勝利を果たした。

## 種牡馬成績

### 種付料の推移
| 年     | 種付料（万円） | 増減 | 種付頭数 | 出産頭数 |
| ------ | -------------- | ---- | -------- | -------- |
| 2017年 | 400            | -    | 284      | 191      |
| 2018年 | 400            | 0    | 294      | 203      |
| 2019年 | 600            | 200  | 184      | 122      |
| 2020年 | 700            | 100  | 178      | 120      |
| 2021年 | 1000           | 300  | 131      | 96       |

### 年度別成績
| 年     | 総合 （中央+地方） | 総合 （中央+地方） | 総合 （中央+地方） | 総合 （中央+地方） | 総合 （中央+地方） | 総合 （中央+地方） | 総合 （中央+地方） | 中央 | 中央 | 中央 | 中央 | 中央 | 中央 | 中央           |
| 年     | 出走               | 出走               | 勝利               | 勝利               | 順位               | AEI                | 収得賞金           | 出走 | 出走 | 勝利 | 勝利 | 順位 | AEI  | 収得賞金       |
| 年     | 頭数               | 回数               | 頭数               | 回数               | 順位               | AEI                | 収得賞金           | 頭数 | 回数 | 頭数 | 回数 | 順位 | AEI  | 収得賞金       |
| ------ | ------------------ | ------------------ | ------------------ | ------------------ | ------------------ | ------------------ | ------------------ | ---- | ---- | ---- | ---- | ---- | ---- | -------------- |
| 2020年 | 105                | 263                | 35                 | 43                 | 62                 | 0.93               | 4億0635万2000      | 102  | 234  | 32   | 37   | 44   | 0.63 | 3億9134万7000  |
| 2021年 | 285                | 1343               | 113                | 170                | 11                 | 1.34               | 16億1398万2000     | 273  | 958  | 72   | 91   | 11   | 0.92 | 15億5239万0000 |
| 2022年 | 353                | 2071               | 174                | 276                | 5                  | 2.04               | 31億7528万6000     | 289  | 1164 | 100  | 126  | 5    | 1.59 | 29億4646万1000 |
| 2023年 | 381                | 2279               | 160                | 252                | 1                  | 2.57               | 44億5248万8000     | 292  | 1188 | 82   | 118  | 1    | 2.17 | 41億5775万9000 |

種牡馬成績は、2023年終了時点。

### 主な産駒
以下、GI・JpnI競走は太字で示す。

#### GI級競走優勝馬
- 2018年産
  - タイトルホルダー（2021年弥生賞ディープインパクト記念、菊花賞、2022年・2023年日経賞連覇、2022年天皇賞（春）、宝塚記念）[74]
    - 2022年度最優秀4歳以上牡馬

  - アイコンテーラー（2023年JBCレディスクラシック）[75]
- 2019年産
  - スターズオンアース（2022年桜花賞、優駿牝馬）[76]
    - 2022年度最優秀3歳牝馬

  - ヴァレーデラルナ（2022年JBCレディスクラシック）[77]
- 2020年産
  - リバティアイランド（2022年阪神ジュベナイルフィリーズ、2023年桜花賞、優駿牝馬、秋華賞）[78]
    - 牝馬三冠
    - 2022年度最優秀2歳牝馬
    - 2023年度最優秀3歳牝馬

  - ドゥラエレーデ（2022年ホープフルステークス）[79]
  - シャンパンカラー（2023年NHKマイルカップ）[80]
  - ドゥレッツァ（2023年菊花賞）[81]
  - ルガル（2024年シルクロードステークス、スプリンターズステークス）
    - 2024年度最優秀スプリンター

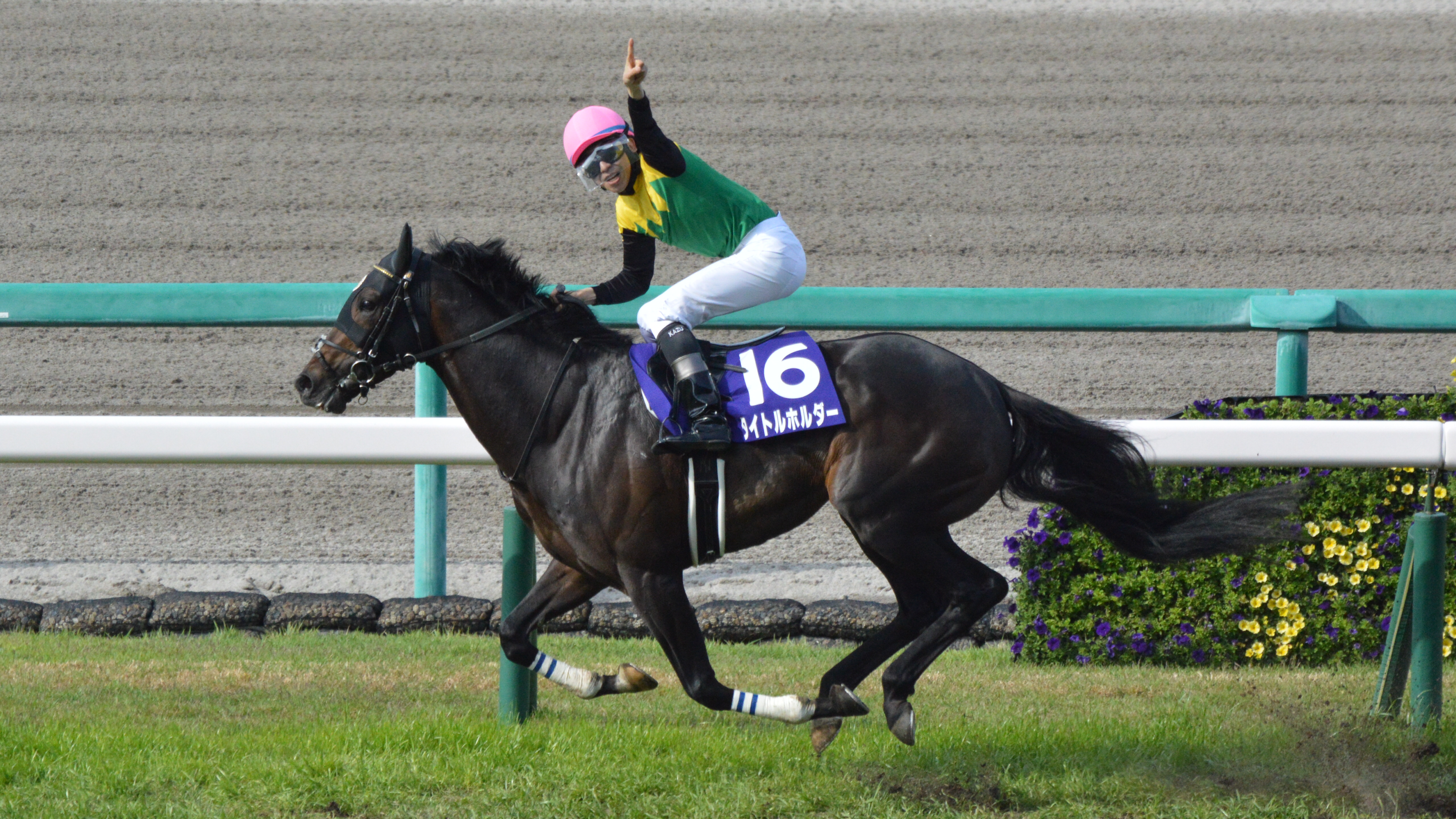
タイトルホルダー（2018年産）
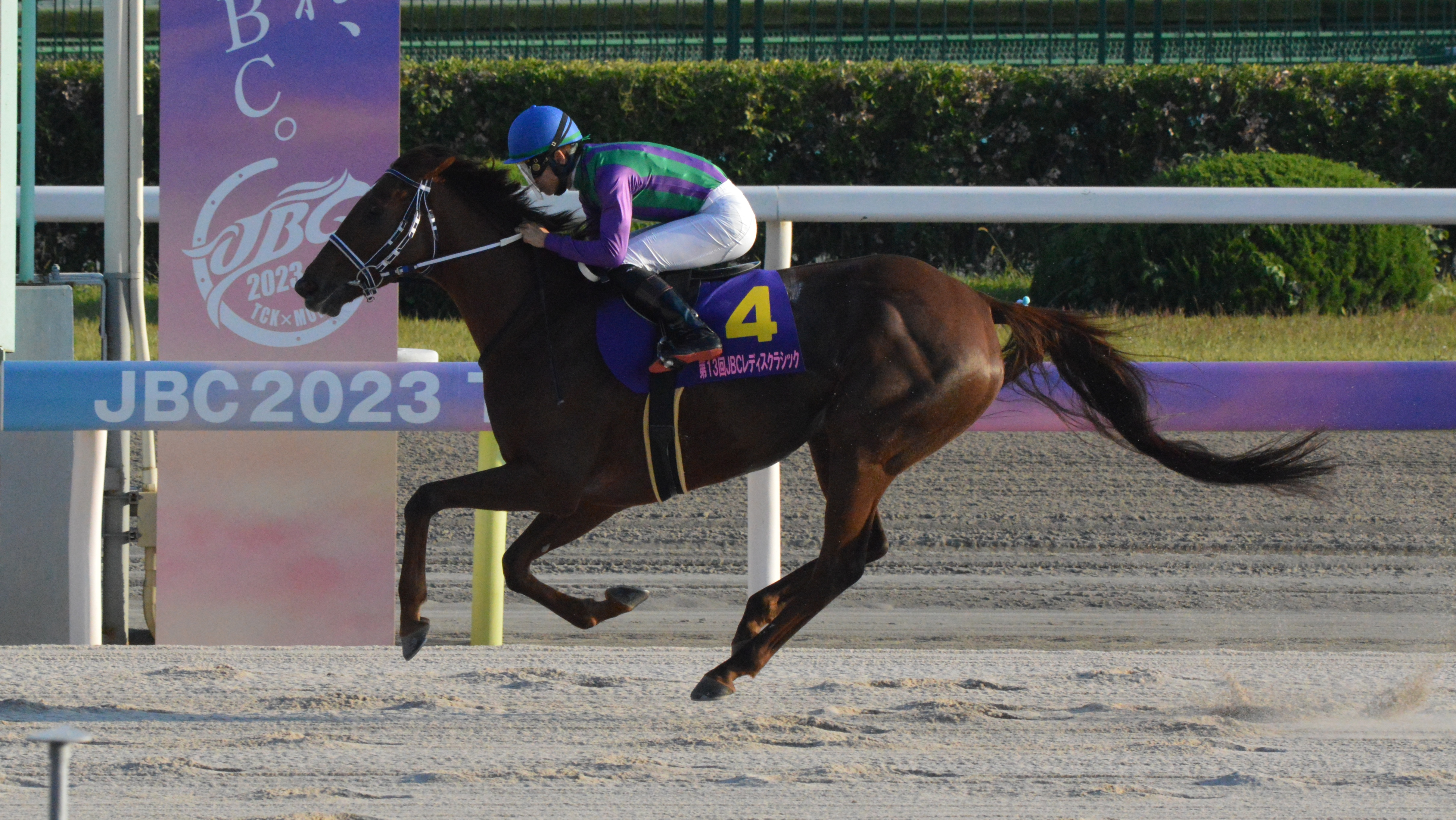
アイコンテーラー（2018年産）
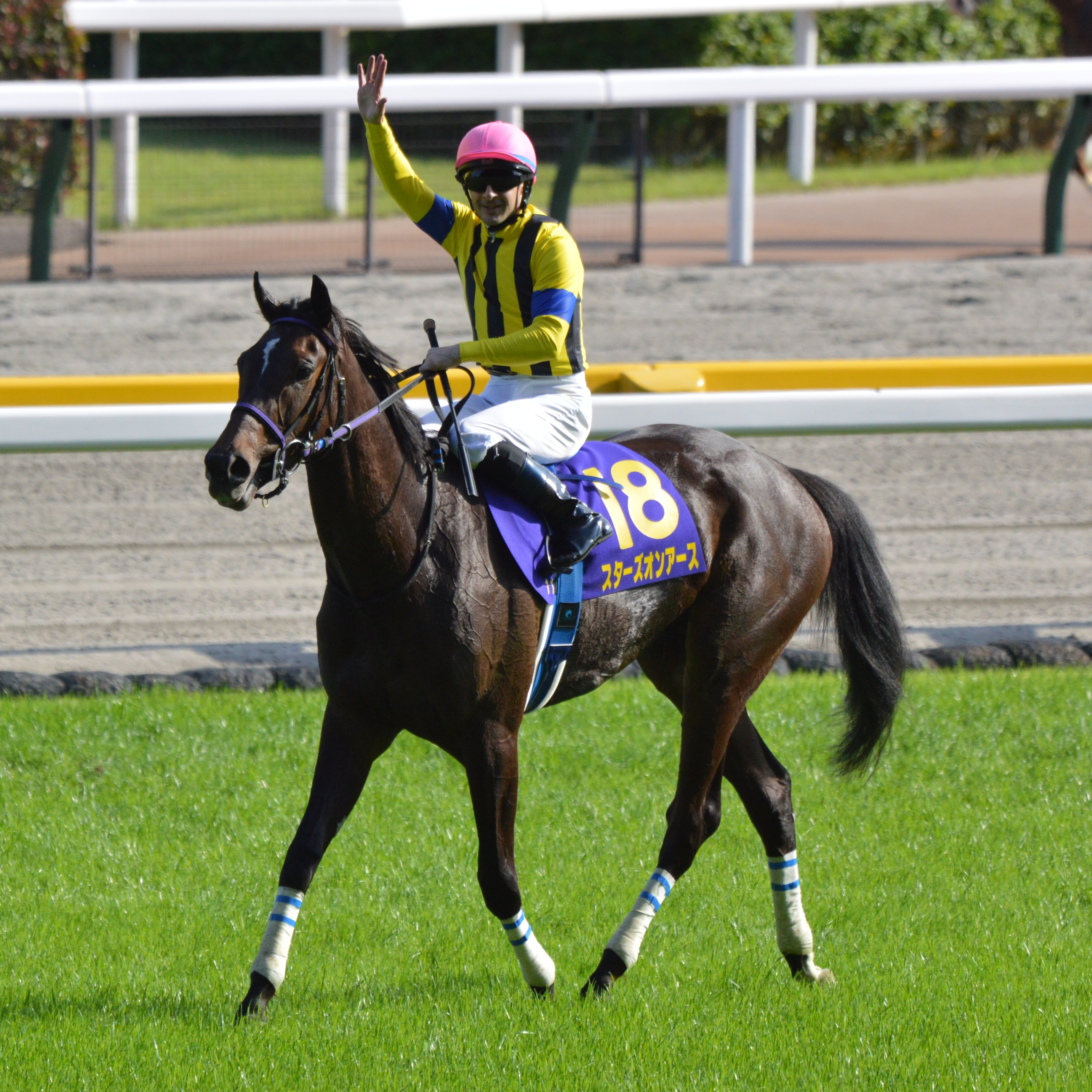
スターズオンアース（2019年産）
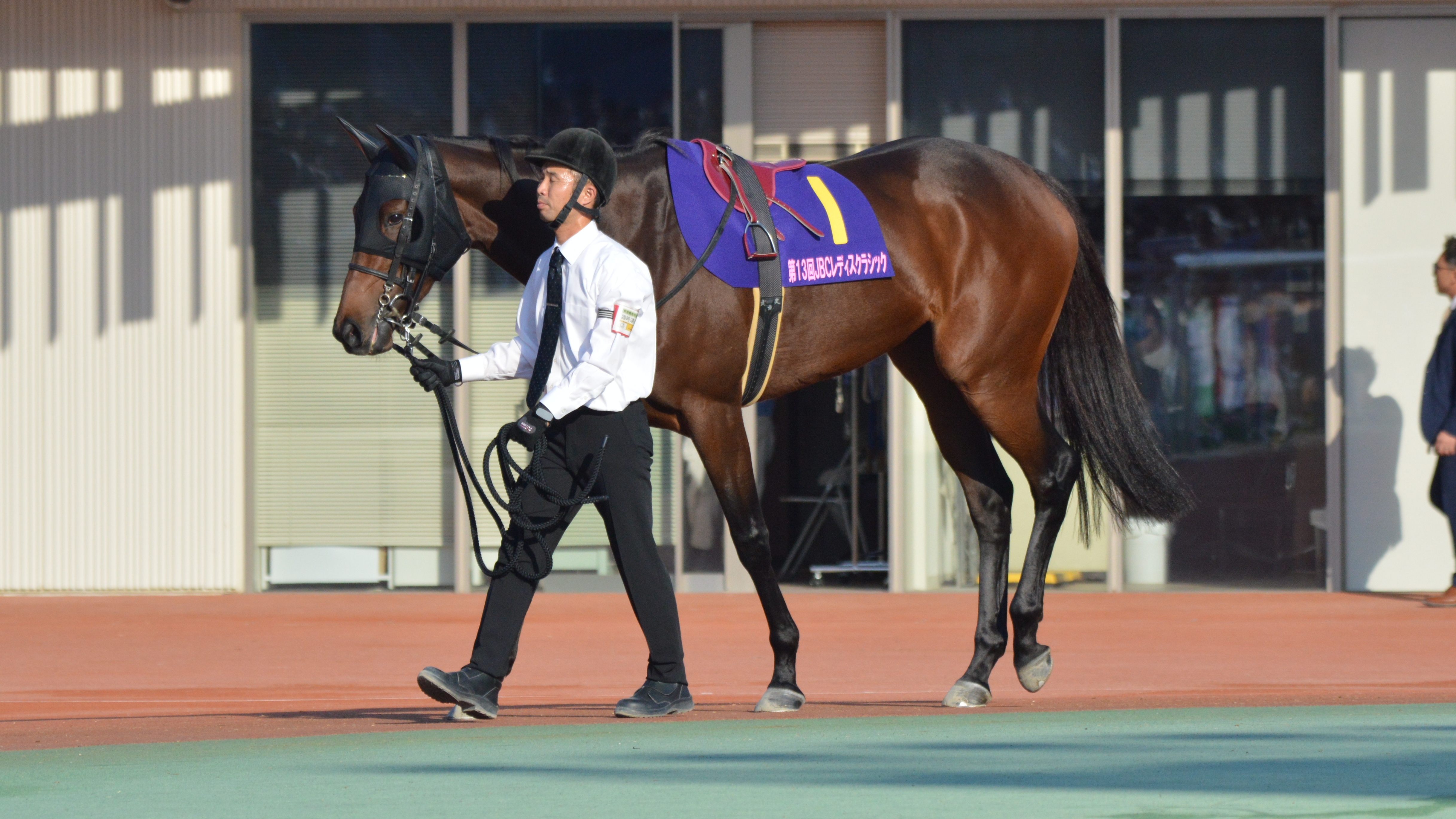
ヴァレーデラルナ（2019年産）
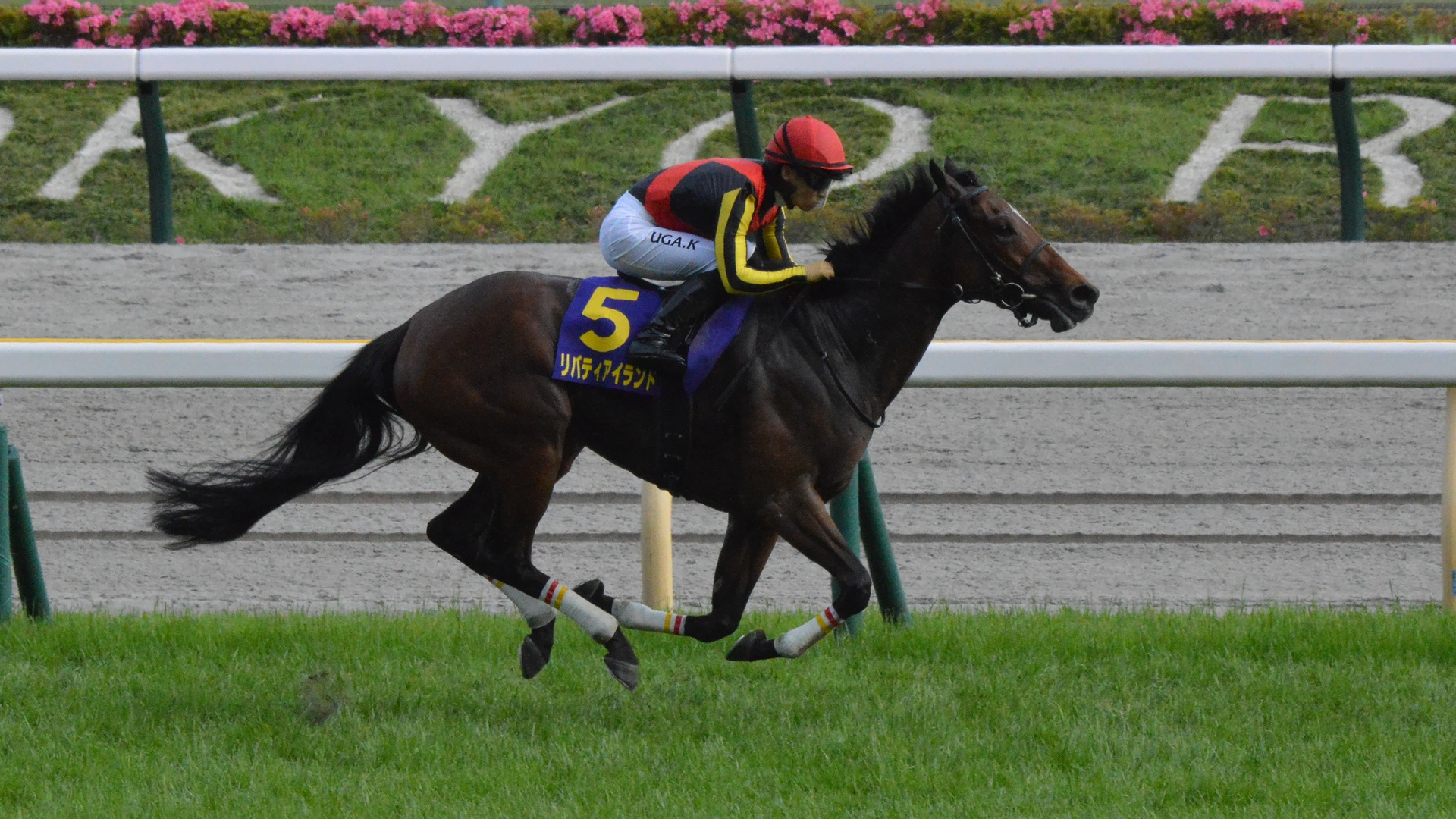
リバティアイランド（2020年産）
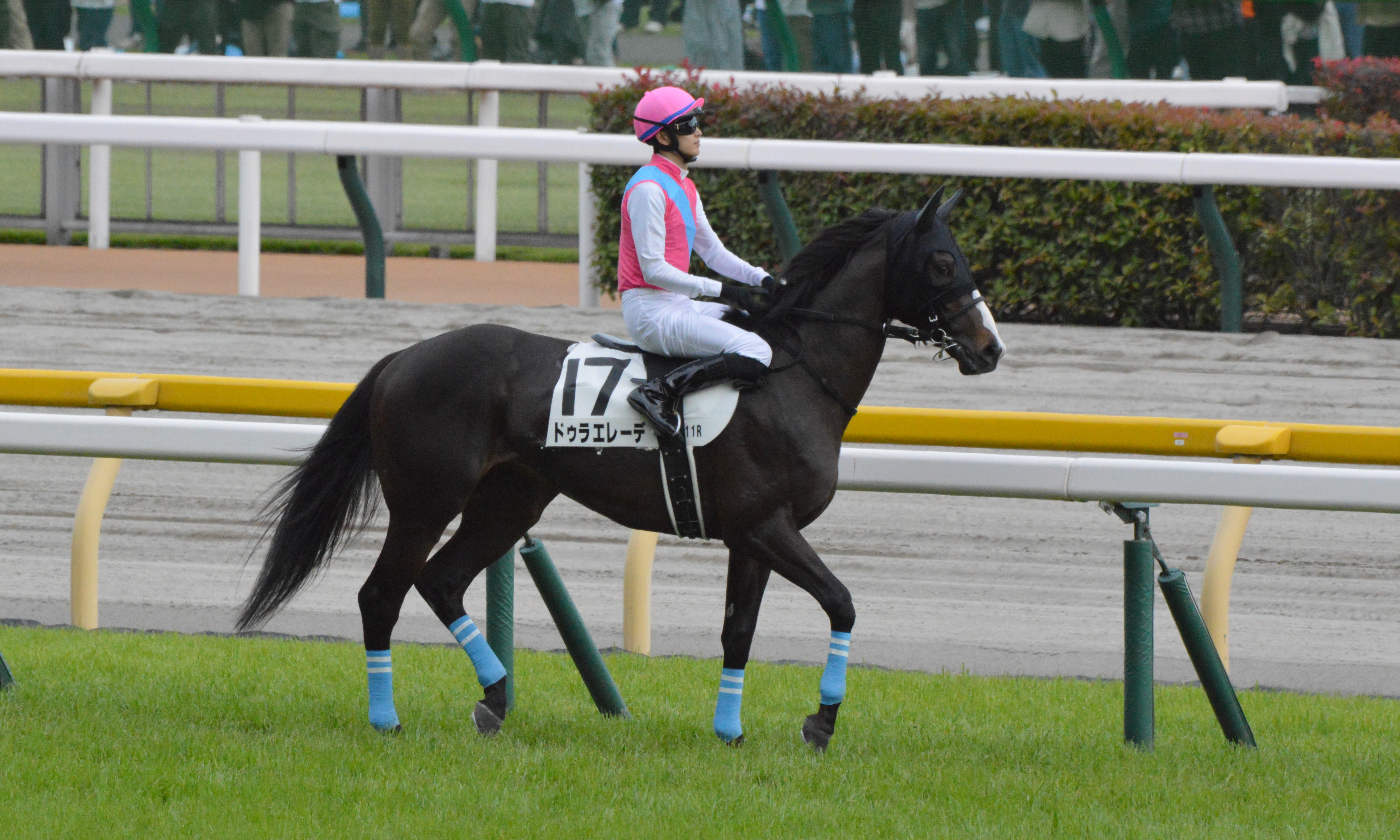
ドゥラエレーデ（2020年産）
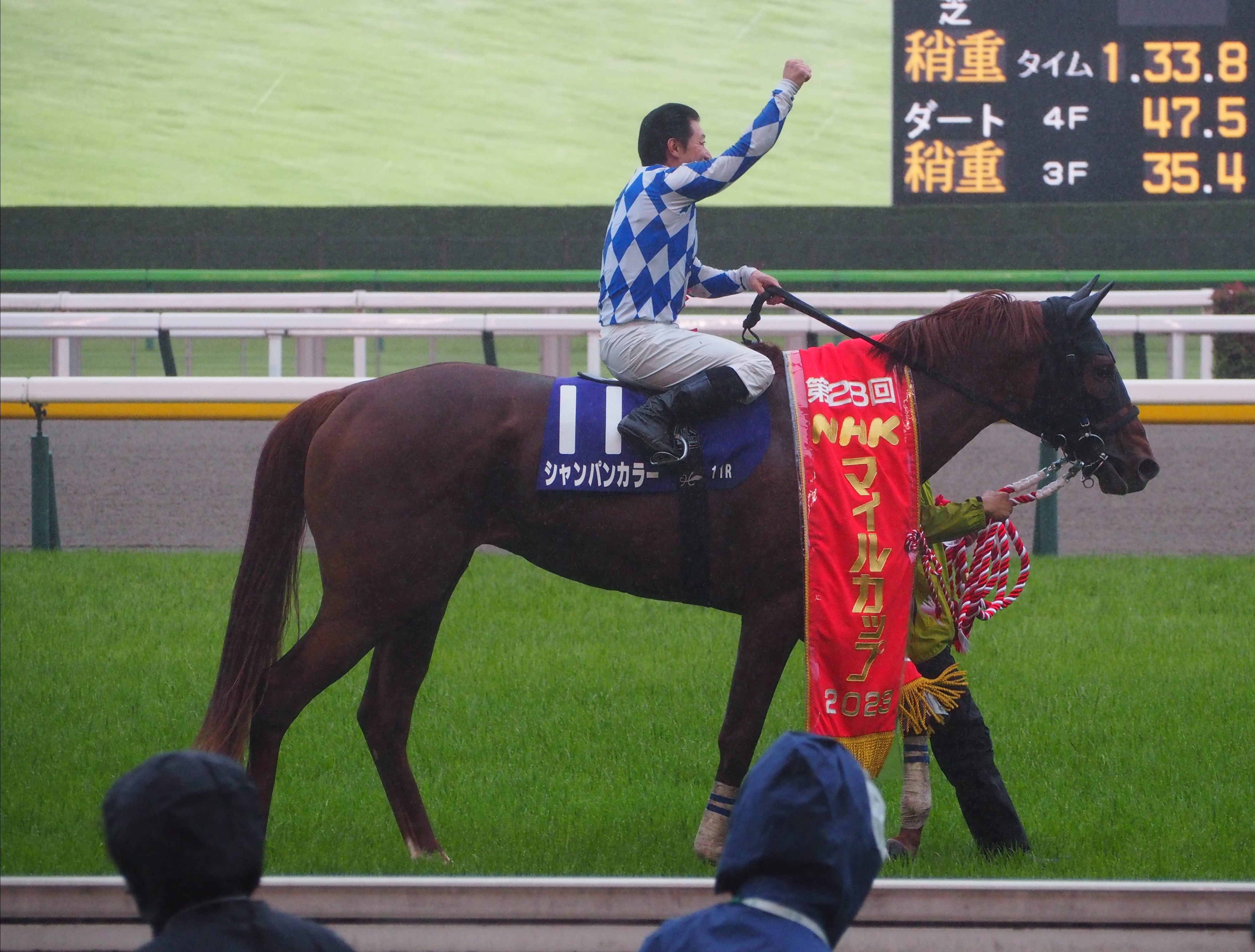
シャンパンカラー（2020年産）
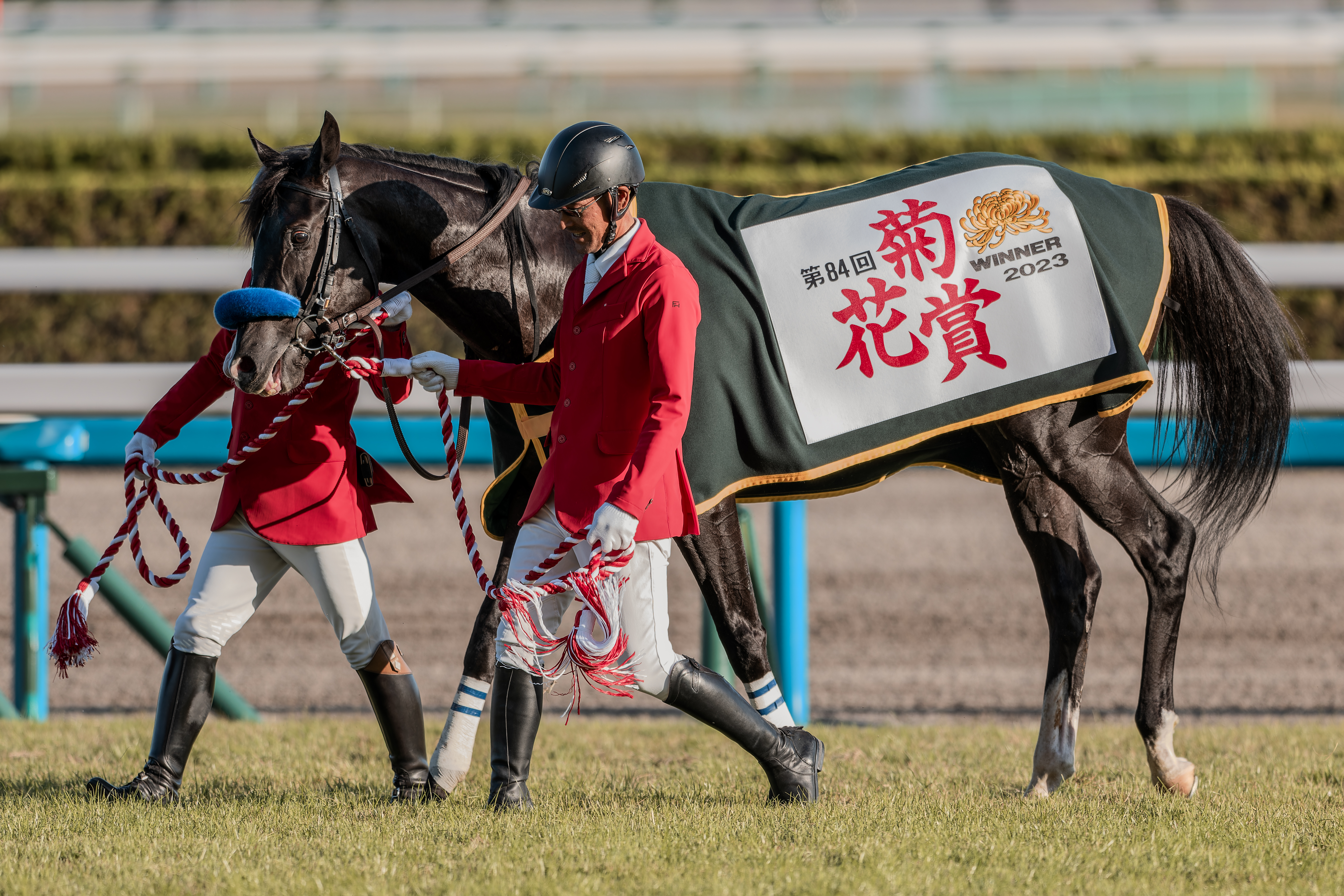
ドゥレッツァ （2020年産）
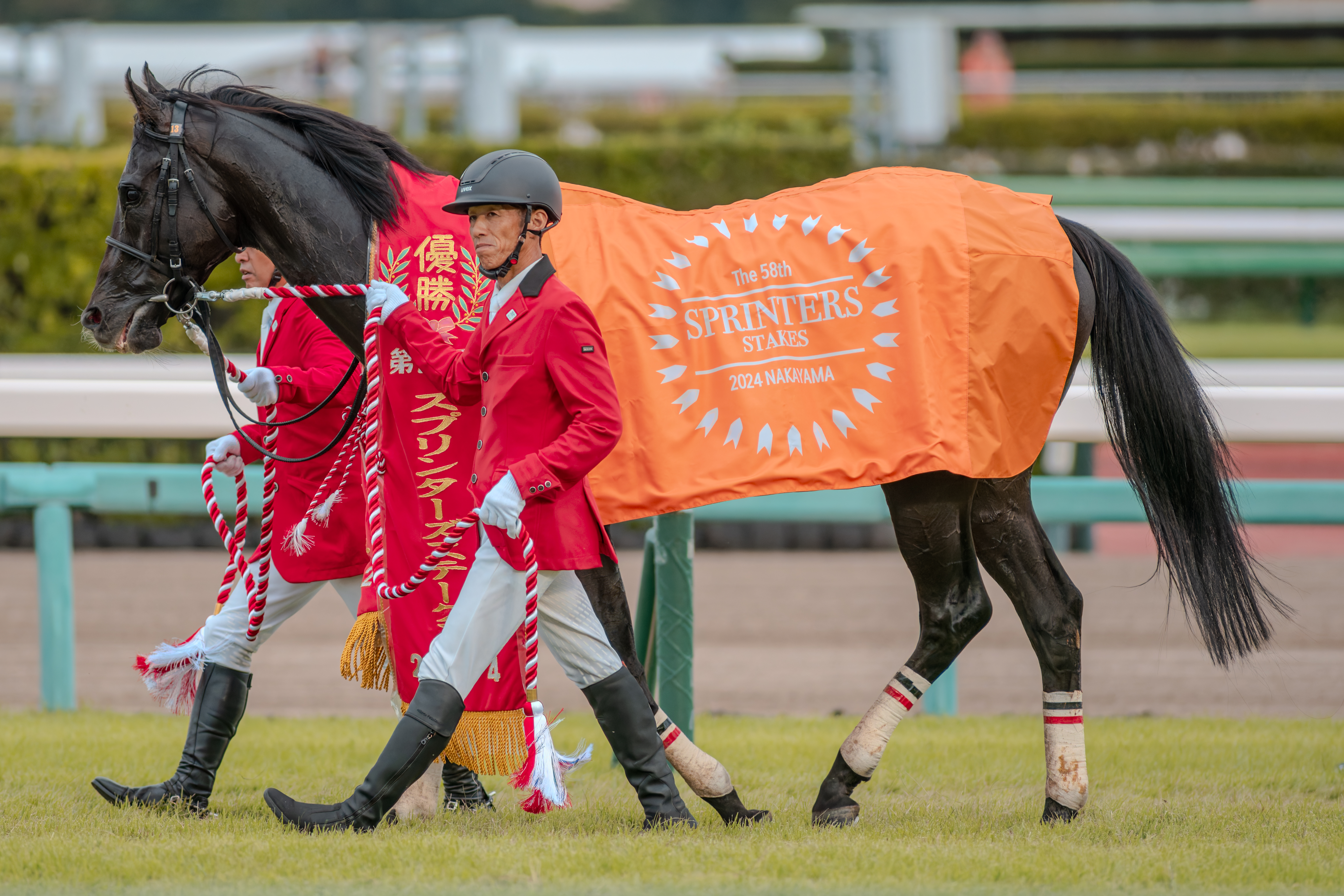
ルガル （2020年産）

#### グレード制重賞優勝馬
*は地方競馬独自格付けの重賞を示す
- 2018年産
  - アリーヴォ（2022年小倉大賞典）[82]
  - バーデンヴァイラー（2022年マーキュリーカップ、2023年佐賀記念）[83]
  - アヴェラーレ（2023年関屋記念）
  - フォーヴィスム（*2024年スパーキングサマーカップ、兵庫ゴールドトロフィー、*2025年京成盃グランドマイラーズ）
- 2019年産
  - サウンドビバーチェ（2023年阪神牝馬ステークス）[84]
- 2020年産
  - ドゥーラ（2022年札幌2歳ステークス、2023年クイーンステークス）[85]
  - シングザットソング（2023年フィリーズレビュー）[86]
  - シーズンリッチ（2023年毎日杯）[87]
- 2021年産
  - ミアネーロ（2024年フラワーカップ）
  - シュガークン（2024年青葉賞）
- 2022年産
  - マスカレードボール（2025年共同通信杯）
  - エネルジコ（2025年青葉賞）
  - アロヒアリイ（2025年ギヨームドルナノ賞）

#### 地方重賞優勝馬
- 2018年産
  - キングストンボーイ（2024年勝島王冠、2025年報知グランプリカップ、ブリリアントカップ、ブリリアントカップ）
- 2019年産
  - ジョンソンテソーロ（2024年九州クラウン）
  - イグザルト（2025年フジノウェーブ記念）
- 2020年産
  - ダット（2023年サファイア賞）[88]

#### その他の著名な馬
- 2019年産
  - プリーミー（12月生まれの超早生まれ馬）

## 特徴・評価
デビュー前の育成調教を担当したノーザンファーム早来厩舎長の林宏樹によると、ドゥラメンテはトップスピードに上がるのが速く、「車に例えるなら、3速を入れたつもりが、6速のスピードに達していたという印象もあります」といい、それでいてキャンターでは安定した走りもできるため、だからこそ直線で爆発的な末脚を使うことができると述べている。ミルコ・デムーロは皐月賞後のインタビューで「（2003年に自身が騎乗して二冠を制した）ネオユニヴァースに似てるね。本当に強い馬」と語り、「馬体がそっくり。それから頭、考え方みたいなものもよく似ている」と評している。
ドゥラメンテが優勝したGI競走で与えられたレーティングは、皐月賞が119、日本ダービーが121を記録した。いずれの競走でも最高となる数値を記録し（日本ダービーのレーティングは2020年にコントレイルが122を記録して更新）、皐月賞においては2005年のディープインパクト、2011年のオルフェーヴルの二頭のクラシック三冠馬を1ポンド上回った。

## 血統表
| ドゥラメンテの血統              | ドゥラメンテの血統                                   | ドゥラメンテの血統                         | （血統表の出典）                           | （血統表の出典）  |
| 父系                            | キングマンボ系（ミスタープロスペクター系）           | キングマンボ系（ミスタープロスペクター系） | キングマンボ系（ミスタープロスペクター系） | [ § 2 ]           |
| 父 キングカメハメハ 2001 鹿毛   | 父の父Kingmambo 1990 鹿毛                            | Mr. Prospector                             | Raise a Native                             | Raise a Native    |
| 父 キングカメハメハ 2001 鹿毛   | 父の父Kingmambo 1990 鹿毛                            | Mr. Prospector                             | Gold Digger                                |                   |
| 父 キングカメハメハ 2001 鹿毛   | 父の父Kingmambo 1990 鹿毛                            | Miesque                                    | Nureyev                                    | Nureyev           |
| 父 キングカメハメハ 2001 鹿毛   | 父の父Kingmambo 1990 鹿毛                            | Miesque                                    | Pasadoble                                  |                   |
| 父 キングカメハメハ 2001 鹿毛   | 父の母*マンファス Manfath 1991 黒鹿毛                | *ラストタイクーン                          | *トライマイベスト                          | *トライマイベスト |
| 父 キングカメハメハ 2001 鹿毛   | 父の母*マンファス Manfath 1991 黒鹿毛                | *ラストタイクーン                          | Mill Princess                              |                   |
| 父 キングカメハメハ 2001 鹿毛   | 父の母*マンファス Manfath 1991 黒鹿毛                | Pilot Bird                                 | Blakeney                                   | Blakeney          |
| 父 キングカメハメハ 2001 鹿毛   | 父の母*マンファス Manfath 1991 黒鹿毛                | Pilot Bird                                 | The Dancer                                 |                   |
| 母 アドマイヤグルーヴ 2000 鹿毛 | 母の父*サンデーサイレンス Sunday Silence 1986 青鹿毛 | Halo                                       | Hail to Reason                             | Hail to Reason    |
| 母 アドマイヤグルーヴ 2000 鹿毛 | 母の父*サンデーサイレンス Sunday Silence 1986 青鹿毛 | Halo                                       | Cosmah                                     |                   |
| 母 アドマイヤグルーヴ 2000 鹿毛 | 母の父*サンデーサイレンス Sunday Silence 1986 青鹿毛 | Wishing Well                               | Understanding                              | Understanding     |
| 母 アドマイヤグルーヴ 2000 鹿毛 | 母の父*サンデーサイレンス Sunday Silence 1986 青鹿毛 | Wishing Well                               | Mountain Flower                            |                   |
| 母 アドマイヤグルーヴ 2000 鹿毛 | 母の母エアグルーヴ 1993 鹿毛                         | *トニービン                                | *カンパラ                                  | *カンパラ         |
| 母 アドマイヤグルーヴ 2000 鹿毛 | 母の母エアグルーヴ 1993 鹿毛                         | *トニービン                                | Severn Bridge                              |                   |
| 母 アドマイヤグルーヴ 2000 鹿毛 | 母の母エアグルーヴ 1993 鹿毛                         | ダイナカール                               | *ノーザンテースト                          | *ノーザンテースト |
| 母 アドマイヤグルーヴ 2000 鹿毛 | 母の母エアグルーヴ 1993 鹿毛                         | ダイナカール                               | シャダイフェザー                           |                   |
| 母系(F-No.)                     | パロクサイド(GB)系(FN:8-f)                           | パロクサイド(GB)系(FN:8-f)                 | パロクサイド(GB)系(FN:8-f)                 | [ § 3 ]           |
| 5代内の近親交配                 | Northern Dancer S5×S5×M5                             | Northern Dancer S5×S5×M5                   | Northern Dancer S5×S5×M5                   | [ § 4 ]           |
| 出典                            | 1. 2. 3. 4.                                          | 1. 2. 3. 4.                                | 1. 2. 3. 4.                                | 1. 2. 3. 4.       |

- 全姉アドマイヤセプターは2012年京阪杯2着、他重賞3着3回の実績がある。またその産駒に2024年中日新聞杯勝ち馬のデシエルトがいる。